# Ramusella humicola
Ramusella humicola är en kvalsterart som beskrevs av Wang och Li 1997. Ramusella humicola ingår i släktet Ramusella och familjen Oppiidae. Inga underarter finns listade i Catalogue of Life.